# En soldats historia
En soldats historia (engelska: A Soldier's Story) är en amerikansk dramafilm från 1984 i regi av Norman Jewison. Filmen är baserad på Charles Fullers Pulitzerpris-belönade Off Broadway pjäs A Soldier's Play. I huvudrollerna ses Howard E. Rollins Jr. och Adolph Caesar.

## Handling
Kapten Richard Davenport (Howard E. Rollins Jr.), en svart officer, sänds ut för att undersöka mordet på den svarte sergeanten Vernon Waters (Adolph Caesar) i Louisiana i slutet av andra världskriget. Det är en berättelse om rasism i ett segregerat regemente i USA:s armé, förfogad över av vita officerare och med utbildningen förlagd i Jim Crow-lagarnas söder, i en tid och på en plats där en svart officer aldrig tidigare förekommit och väcker avsky hos nästan alla.

## Rollista i urval
- Howard E. Rollins Jr. - kapten Davenport
- Adolph Caesar - sergeant Waters
- Art Evans - menige Wilkie
- David Alan Grier - korpral Cobb
- David Harris - menige Smalls
- Dennis Lipscomb - kapten Taylor
- Larry Riley - C.J. Memphis
- Robert Townsend - korpral Ellis
- Denzel Washington - menige Peterson
- William Allen Young - menige Henson
- John Hancock - sergeant Washington
- Patti LaBelle - "Big Mary"
- Trey Wilson - överste Nivens
- Wings Hauser - löjtnant Byrd